# Chaetonotus parthenopeius
Chaetonotus parthenopeius is een buikharige uit de familie Chaetonotidae. De wetenschappelijke naam van de soort werd in 1954 voor het eerst geldig gepubliceerd door Wilke. 